# Bonnie Bedelia
Bonnie Bedelia (* 25. März 1948 als Bonnie Bedelia Culkin in New York) ist eine US-amerikanische Schauspielerin.

## Leben
Bedelia wuchs mit drei Geschwistern auf, ihr Bruder Christopher ist ebenfalls Schauspieler und Vater von Macaulay, Kieran und Rory Culkin. Bereits im Alter von neun Jahren trat sie am North Jersey Playhouse in ihrer ersten Theaterproduktion auf. Sie absolvierte bei George Balanchine eine Ausbildung zur Balletttänzerin am New York City Ballet und studierte Schauspiel am Hunter College.
Ab 1961 spielte sie fünf Jahre in der Seifenoper Love of Life. Zwischen 1962 und 1966 spielte sie in verschiedenen Rollen am Broadway sowie als Gaststar in Fernsehserien wie High Chaparral. 1969 hatte sie ihr Spielfilmdebüt in Die den Hals riskieren mit Burt Lancaster und Deborah Kerr in den Hauptrollen. Im selben Jahr heiratete sie den Drehbuchautor Kenneth Luber und bekam im darauf folgenden Jahr ihr erstes Kind. In den 1970er Jahren trat sie aus diesem Grund nur selten auf, unter anderem in Folgen von Bonanza und Hawkins.
Nach ihrer Scheidung 1980 wandte sie sich wieder ihrer Schauspielkarriere zu. 1983 hatte sie eine Hauptrolle in … und wenn der letzte Reifen platzt, für die sie für einen Golden Globe Award nominiert war. Größere Bekanntheit in Deutschland erlangte sie als Ehefrau von John McClane in Stirb langsam und der Fortsetzung Stirb langsam 2. Seit den 1990er Jahren ist sie hauptsächlich als Fernsehschauspielerin tätig und war unter anderem zweimal für einen Emmy nominiert. Von 2001 bis 2004 spielte sie eine der Hauptrollen in der Serie Lady Cops – Knallhart weiblich.
Bedelia ist seit 1995 in dritter Ehe mit dem Schauspieler Michael McRae verheiratet. Aus ihrer ersten Ehe mit Kenneth Luber (1969–1980) hat sie zwei Kinder.

## Filmografie (Auswahl)

### Filme
- 1968: Die den Hals riskieren (The Gypsy Moths)
- 1969: Nur Pferden gibt man den Gnadenschuß (They Shoot Horses, Don’t They?)
- 1970: Liebhaber und andere Fremde (Lovers and Other Strangers)
- 1973: Eine Sache unter Freunden (Between Friends)
- 1978: Der große Trick (The Big Fix)
- 1978: Liebe vor Gericht (A Question of Love, Fernsehfilm)
- 1978: Brennen muss Salem (Salem’s Lot, Fernsehfilm)
- 1980: Harte Zeiten für Schutzengel (Fighting Back, Fernsehfilm)
- 1983: … und wenn der letzte Reifen platzt (Heart Like a Wheel)
- 1985: Ein Engel stirbt (Death of an Angel)
- 1986: Liebe ist nur eine Illusion (Violets Are Blue)
- 1986: Der Knabe, der fliegen konnte (The Boy Who Could Fly)
- 1987: Todesversprechen (When the Time Comes, Fernsehfilm)
- 1987: Wie der Vater, so der Sohn (Like Father Like Son)
- 1987: Erinnern ist tödlich (The Stranger)
- 1988: Stirb langsam (Die Hard)
- 1988: Der Prinz von Pennsylvania (The Prince of Pennsylvania)
- 1989: Die Schattenmacher (Fat Man and Little Boy)
- 1990: Stirb langsam 2 (Die Hard 2)
- 1990: Aus Mangel an Beweisen (Presumed Innocent)
- 1992: Nimm die Hände von unserer Tochter (A Mother’s Right: The Elizabeth Morgan Story, Fernsehfilm)
- 1993: American Inferno (The Fire Next Time, Fernsehfilm)
- 1993: In einer kleinen Stadt (Needful Things)
- 1994: Sprachlos (Speechless)
- 1994: Der Rächer in meinem Bett (Judicial Consent)
- 1995: Nur der Hauch eines Zweifels (Shadow of a Doubt, Fernsehfilm)
- 1997: Kleine Lügen unter Freunden (Bad Manners)
- 1999: Gloria
- 1999: Überall, nur nicht hier (Anywhere But Here)
- 2000: Sordid Lives
- 2017: Weihnachten an der Küste (Christmas on the Coast)
- 2021: Violet
- 2022: The Noel Diary
- 2023: The Hill

### Serien
- 1968: High Chaparral (The High Chaparral, Folge 2x09)
- 1969, 1972: Bonanza (2 Folgen)
- 1973: Hawkins (Folge 1x01)
- 1974: The New Land (6 Folgen)
- 1996: Outer Limits – Die unbekannte Dimension (The Outer Limits, Folge 2x10)
- 2001–2004: Lady Cops – Knallhart weiblich (The Division, 88 Folgen)
- 2008: CSI: Den Tätern auf der Spur (Inferno, Fegefeuer… Paradies? / Grissom’s Divine Comedy)
- 2010–2015: Parenthood (80 Folgen)
- 2017: Designated Survivor (5 Folgen)
- 2021: Panic (8 Folgen)

## Auszeichnungen
- 1984: Golden-Globe-Nominierung für … und wenn der letzte Reifen platzt
- 1989: Independent-Spirit-Award-Nominierung für Der Prinz von Pennsylvania
- 1994: Emmy-Nominierung für Fallen Angels
- 1997: CableACE-Nominierung für Any Mother’s Son
- 2000: Emmy-Nominierung für Locked in Silence